# John Seden
John Seden (Dedham, 1840–1921) fue un famoso hibridista horticultor británico, conocido por sus creaciones de híbridos mientras trabajaba en Veitch nurseries. En 1861, se entrenó en hibridaciones con John Dominy. Y en 1873, dio comienzo a las hibridaciones de begonias tuberosas que han sido la base de las begonias de jardín actuales.

## Eponimia
- (Orchidaceae) Angraecum sedenii (Rchb.f.) N.E.Br.[1]
- (Orchidaceae) Angraecum sedeni L.Linden & Rodigas[2]
- (Orchidaceae) Angraecum sedeni Hort. ex G.Nicholson[3]
- (Orchidaceae) Cattleya × sedeniana Veitch ex Will.[4]
- (Orchidaceae) Phaius × sedenianus Rchb.f.[5]